# Józef Lucjan Ezechiel Huerta Gutiérrez
Józef Lucjan Ezechiel Huerta Gutiérrez, hiszp. Ezequiel Huerta Gutiérrez (ur. 7 stycznia 1876 w Magdalenie, zm. 3 kwietnia 1927 w Guadalajarze) – meksykański błogosławiony Kościoła rzymskokatolickiego.

## Życiorys
Był bratem Salwatora Gutiérreza. Jego żoną była Florence Gutiérrez Oliva, z tego związku miał pięcioro dzieci. Został zamordowany 3 kwietnia 1927 roku.
Beatyfikował go Benedykt XVI 20 listopada 2005 roku w grupie trzynastu męczenników meksykańskich.